# Ploštine
Ploštine (talijanski: Plostine) su naselje u Republici Hrvatskoj u Požeško-slavonskoj županiji, u sastavu grada Pakraca.

## Zemljopis
Ploštine se nalaze sjeverozapadno od Pakraca, susjedna naselja su Toranj na jugu, Kapetanovo Polje na zapadu te Donja Obrijež na istoku.

## Stanovništvo
Prema popisu stanovništva iz 2011. godine Ploštine su imale 108 stanovnika. Većinsko stanovništvo u Ploštinama čine Talijani.
| broj stanovnika |       |       |       | 352   | 431   | 424   | 463   | 497   | 568   | 536   | 425   | 369   | 288   | 224   | 198   | 108   | 65    |
|                 | 1857. | 1869. | 1880. | 1890. | 1900. | 1910. | 1921. | 1931. | 1948. | 1953. | 1961. | 1971. | 1981. | 1991. | 2001. | 2011. | 2021. |

## Vanjske poveznice
- Službena web stranica Zajednice Talijana Liberta Ploštine  Arhivirana inačica izvorne stranice od 13. ožujka 2016. (Wayback Machine)
- Zajednica Talijana Ploštine  Arhivirana inačica izvorne stranice od 31. siječnja 2010. (Wayback Machine)